# Miguel Ángel Gutiérrez
Miguel Ángel Gutiérrez Vivas, né le 3 février 1964, est un homme politique espagnol membre de Ciudadanos.
Il est élu député de la circonscription de Madrid lors des élections générales de décembre 2015.

## Biographie

### Profession
Miguel Ángel Gutiérrez Vivas est ingénieur de l'Université polytechnique de Madrid. Il a été, durant les quinze dernières années, directeur d'entreprises nationales et transnationales en Espagne dans les secteurs associés à la sécurité et aux technologies de l'information.

### Carrière politique
Il intègre membre de Ciudadanos en 2012 et devient délégué territorial dans la Communauté de Madrid.
Le 20 décembre 2015, il est élu député pour Madrid au Congrès des députés et réélu en 2016. Il est le secrétaire général du groupe parlementaire Ciudadanos.